# Anders Berg (1841–1924)
Anders Henrik Berg, född 26 februari 1841 i Tanums socken, död 13 december 1924 i Malmö, var en svensk nykterhetskämpe.
Anders Henrik Berg var son till en torpare och skräddare och fick tidigt hjälpa till med försörjningen hemma. Han studerade en tid vid läroverk i Göteborg samtidigt som han försörjde sig som informator. 1861 avlade Berg examen från Göteborgs folkskollärarseminarium och arbetade därefter som folkskollärare i Nya Varvet och sedan inne i Göteborg. 1869 blev han medlem av metodistsamfundet och var en tid predikant och predikantskoleledare inom kyrkan men lämnade 1876 metodisterna och ägnade sig sedan åt bokförlagsverksamhet. Inflytande från Peter Wieselgren som då var domprost i Göteborg fick Berg att ansluta sig till nykterhetsrörelsen och blev anhängare till Sveriges första absolutistiska förening, den av Nils Johan Björkman bildade Strid till seger. 1880 blev han medlem i Godtemplarorden. Han lämnade rörelsen samma år under konflikten mellan hickmaniter och maliniter men återinträdde 1881 i maliniternas gren och var 1882-1886 chef för grenens svenska storloge. Vid en ny konflikt inom orden utträdde han åter 1888 men återvände 1892. Berg var en av de mera kända namnen inom godtemplarordens tidiga verksamhet i Sverige, och torde själv ha bidragit till att mer än 20.000 personer anslutit sig. Omdömet om honom har skiftat, men såväl kritiker som beundrare har framhållit hans talarförmåga.